# ローランド・TR-909

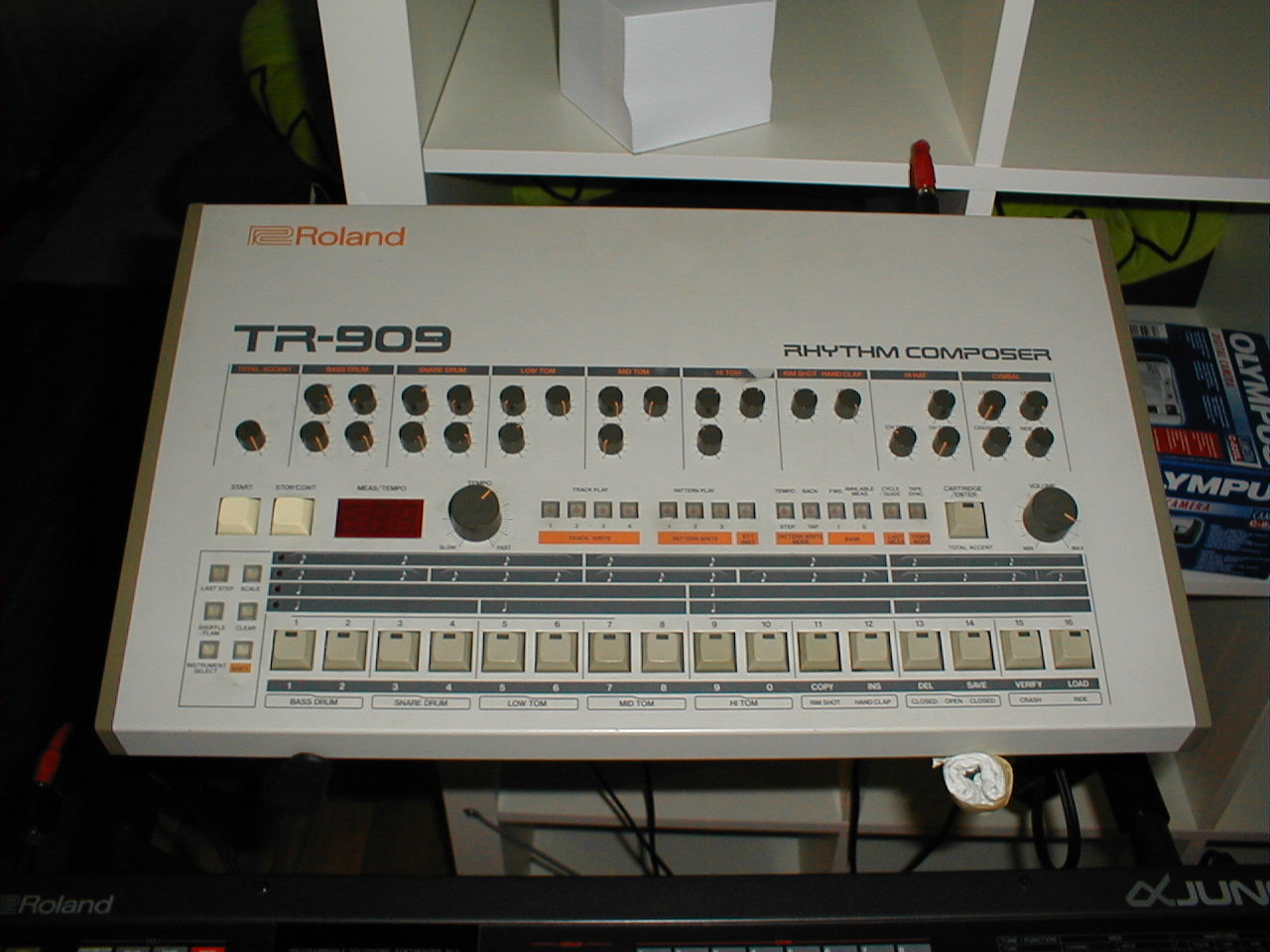
TR-909

TR-909（ティーアール-キューマルキュー）とは、電子楽器専門メーカーであるローランドが80年代前半に発売したドラムマシン。1983年から1984年にかけて製造され、製造台数は10,000台。当時の価格は189,000円だった。

## 概要
それまでリリースされていたローランド・TR-808の後継機にあたり、全面的な音色リファインとMIDI規格への対応、シャッフル/フラムクォンタイズ機能の追加など、さまざまな新機能が盛り込まれた内容となっている。
発売当時は20万円弱と高価だった事と、後述する時勢的な理由なども重なり、ブレイクするところまでは至らなかったが、1980年代後半から1990年代以降にハウスやテクノなどのダンスミュージックが打ち込みで作られるようになってから、独自の押しの強いサウンドが世界中で使われるようになる。
発売当時の時勢はドラムマシンがさらに生ドラムの音に近づこうとしていた時期であり、それまでのアナログ回路のチューニングでドラム音をシミュレートした方式から、生音をサンプリングすることで、よりリアルなドラム音の再現を可能としたPCM方式へと主流が移りつつあった頃である。909はまさにその過渡期に位置する内容であり、バスドラムやタムなどの皮モノ系は808をリファインしたアナログ回路で構成され、ハイハットやシンバルなどの金モノ系は6bitサンプリングのPCM方式を採用した。ローランドTRシリーズの完全PCM化は909に続くTR-707まで持ち越される事となった。
909の発売当時はリアリティという観点においてとにかく評価が低く、楽器店でも投売りが続くという散々な扱いであったが、のちにデトロイトの黒人達によってその個性的な音と優れた機能が『発掘』され、おなじくシカゴに飛び火し、瞬く間にテクノ/ハウス界の代名詞的名機として、一躍高い評価を受ける事となった。
労働階級の黒人達が限られた資金のなかで自分の音楽を作り出すには自宅録音が手っ取り早い方法であった。当然そこで購入する機材も最新のものではなく、中古で当時はゴミ同然の扱いを受けていた909へと白羽の矢が立ったのだという。その過程の中で、909本来が持っていた優れた機能と可能性を彼らが見出し、引き出して行くこととなる。黎明期のテクノ/ハウスの発展は、このマシンなくして語れず、まさに909がそれらのシーンの礎を築いたといっても過言ではない。生っぽくなりきれなかったその個性的な音がシーンを作り出したという、独自の音を作るのが目的であるシンセサイザーらしい現象となった。
デトロイトテクノとシカゴハウスの因果関係は諸説あるが、少なくとも909に関してはデトロイト→シカゴの順序で浸透していった事は確かなようである。当初よりクラフトワークやジャーマンエクスペリメンタル等の電子音楽の方向に傾倒していたデトロイトテクノのシーンとは異なり、あくまでディスコやR&B、フィリーソウルを自宅録音の機材で再現しようとして、結果的にハウスのスタイルが出来上がって定着してしまったシカゴのシーンもそれぞれ興味深いといえる。
同じようにメジャー音楽シーンに強烈な影響を与えた電子楽器として、ローランド製のアナログシンセサイザーのJupiter-8やベースラインTB-303、ヤマハのデジタルシンセサイザーDX7などがある。
なお、一般的に808＝エレクトロ、909＝ハウスの代名詞として語られる場合が多いが、実際はお互いにその限りではない。

## 音色
ドラムキットは以下の音色がプリセットで入っていた。
- バスドラム
- スネアドラム
- ロータム
- ミッドタム
- ハイタム
- リムショット
- ハンドクラップ
- ハイハット（オープンハイハット、クローズハイハットを備えるが、同時に鳴らすことはできない）
- シンバル（ライドシンバル、クラッシュシンバルを備えるが、同時に鳴らすことはできない）

ハイハットとシンバル以外は、それぞれに専用のフィルターとエンベロープカーブを備えた、オシレーター回路によるアナログ音源を用いた合成音である。ハイハットとスネアは、音色の微修正が可能なように圧縮結合されたボリュームエンベロープ曲線を含んだ、6ビットサンプリングされた音源である。
※実はアナログ音源部分は少なからず個体差があり、俗にバスドラムの音は前期型と後期型とでアタック感に違いがあり、よりメリハリのある後期型が好まれる場合が多いとされる。
前期型と後期型との見分け方は、シリアルナンバーが381500よりバスドラムに関係する部品が変更されており、直前の370600より本体裏面の電池ボックスの蓋部分がゴム製から金属製になりひとつの目安となる。この他に電源まわりの仕様が異なる国内版と海外輸出版の区分も存在する。
このバスドラムの音色は、ハウスをはじめとし、ダンスミュージックの代名詞ともなっている。LEVEL、TUNE、ATTACK、DECAYの四つのつまみと、トータルアクセントの設定次第で、硬軟様々なニュアンスに変化をつけることが可能。また、さらにコンプなどの各種エフェクターや、ミキサーで歪ませる事によって、バウンシーな音色から、ガバのような攻撃的な音色まで、そのキャラクターは幅広く千種万様に変化する。
EXT.INST機能を使って外部のMIDI音源を接続し、このシーケンスをドラム音以外に反映させる事も可能であった。
パターンの書き込みはTR-808直系のSTEP方式(横一列に並んだ16個のボタンを16分の1小節に見立てて打ち込んでいく方式)と、リアルタイムで各ボタンを叩いた演奏がパターンに反映されるTAP方式のふたつがある。前者の方式は他のTRシリーズや後年のローランド製シーケンサー/ドラムマシン、他社製品であるコルグ・ELECTRIBEシリーズにも採用されているが、後者ものちのAKAI製MPCシリーズに似た操作感で、体感的に909を演奏する事が可能である。

## 外部同期
外部との同期接続にDIN-SYNC方式しか持たなかったTR-808とは異なり、909ではMIDI、DIN-SYNC、TAPE-SYNC、GATEと多彩な方式を採用している事も特筆すべき点である。MIDI規格成立後から間もない時期の製品ながら、INを1基、OUTを2基装備し、しかもOUT部分はTHRU機能も備えていた。比較的小規模で構成される事が多いベッドルームミュージックの機材セッティング事情においては、MIDI環境を構築する上で意外と重宝された仕様であった。ただし、DIN-SYNCにはINを1基しか装備しておらず、その点ではINとOUTの切り替えが可能だった808に比べて使い勝手が悪い感が否めない。TB-303との同期にはMIDI→DIN-SYNCコンバータを別に用意しないといけないので、この点は注意が必要である。ちなみにGATEは装備しているが、CVには対応していないため音階はつけられず、アナログシンセをコンバータを介さず鳴らす場合は、あくまで打楽器音や効果音をトリガーするための物と考えた方が良い。ただし、このGATEはクロックとしても機能するため、一部のアナログシンセに装備されたアルペジエイターやサンプラー(BOSS DE-200など)のトリガーを行う事が可能である。

## サイトリンク
- tr-909Page（英語サイト）